# Irkoetsktijd
Irkoetsktijd (Russisch: иркутское время; irkoetskoje vremja), afgekort IRKT, is een tijdzone in Rusland die 8 uur voorloopt op UTC (UTC+8) en 5 uur op Moskoutijd (MSK+5).
Het is de officiële tijdzone van de Russische autonome deelrepubliek Boerjatië, de oblast Irkoetsk en het daarbinnen gelegen autonome district (okroeg) Oest-Orda Boerjatië.

## Steden met Irkoetsktijd
- Alzamaj
- Angarsk
- Bajkalsk
- Birjoesinsk
- Bodajbo
- Bratsk
- Goesinoozjorsk
- Irkoetsk
- Kirensk
- Kjachta
- Nizjneoedinsk
- Oelan-Oede
- Oesolje-Sibirskoje
- Oest-Ilimsk
- Oest-Koet
- Sajansk
- Severobajkalsk
- Sjelechov
- Sljoedjanka
- Svirsk
- Tajsjet
- Toeloen
- Tsjeremchovo
- Tsjoenski
- Vichorevka
- Zakamensk
- Zima
- Zjeleznogorsk-Ilimski